# Bête de Sarlat
La Bête de Sarlat est un animal anthropophage à l'origine d'une série d'attaques contre des humains dans la région du Périgord, en France.
Au printemps 1766, une dizaine d'attaques mortelles étaient déjà recensées dans les villages avoisinant Sarlat. Une véritable panique gagna alors les habitants de cette région, qui se mirent à parler d’une bête gigantesque assoiffée de sang humain et d'un loup-garou. La bête fit une quinzaine de victimes avant que les paysans et les seigneurs n’organisent une battue avec plus de cent fusils le 12 juin 1766, au cours de laquelle l’animal fut débusqué et tué. Il s'agissait d'un loup enragé mais le peuple ne suivit pas cette explication et continua à parler d'un loup-garou.